# Улица Хусаина Мавлютова (Казань)
Улица Хусаина Мавлютова (тат. Хөсәен Мәүлүтев урамы) — улица в Приволжском районе Казани.

## Название
Улица названа в 1970 году в честь Хусаина Багаутдиновича Мавлютова (1893—1937) — большевика, участника Гражданской войны, кавалера двух орденов Красного Знамени РСФСР.
Название улицы официально утверждено решением Казанского горисполкома от 9 июня 1970 года № 488.
Следует отметить наличие различных вариантов написания названия улицы Хусаина Мавлютова на адресных табличках, установленных на домах. При том что существует нормативное написание: на русском языке — ул. Хусаина Мавлютова (допустимое сокращение — ул. Мавлютова); на татарском языке — тат. Хөсәен Мәүлүтев ур. (допустимое сокращение — тат. Мәүлүтев ур.). На практике же встречаются иные формы написания фамилии Хусаина Мавлютова на татарском языке — Мәулетов или Мәүлетов. Разные формы написания встречаются и в англоязычной версии — Khusain Mavlyutov, Husain Mavlutov или Hussain Mavlyutov; при этом название улицы иногда даётся в родительном падеже с использованием англоязычного сокращения St (ул.).

## Расположение
Улица Хусаина Мавлютова находится на территории жилого района Горки, пролегая с севера на юг и соединяя Танковую улицу с проспектом Победы. Она служит границей между 1-м и 2-м, а также 5-м и 4-м микрорайонами (Горки-1); вдоль южного участка улицы проходит восточная граница Деревни Универсиады.
Длина улицы Хусаина Мавлютова составляет 2,34 км.

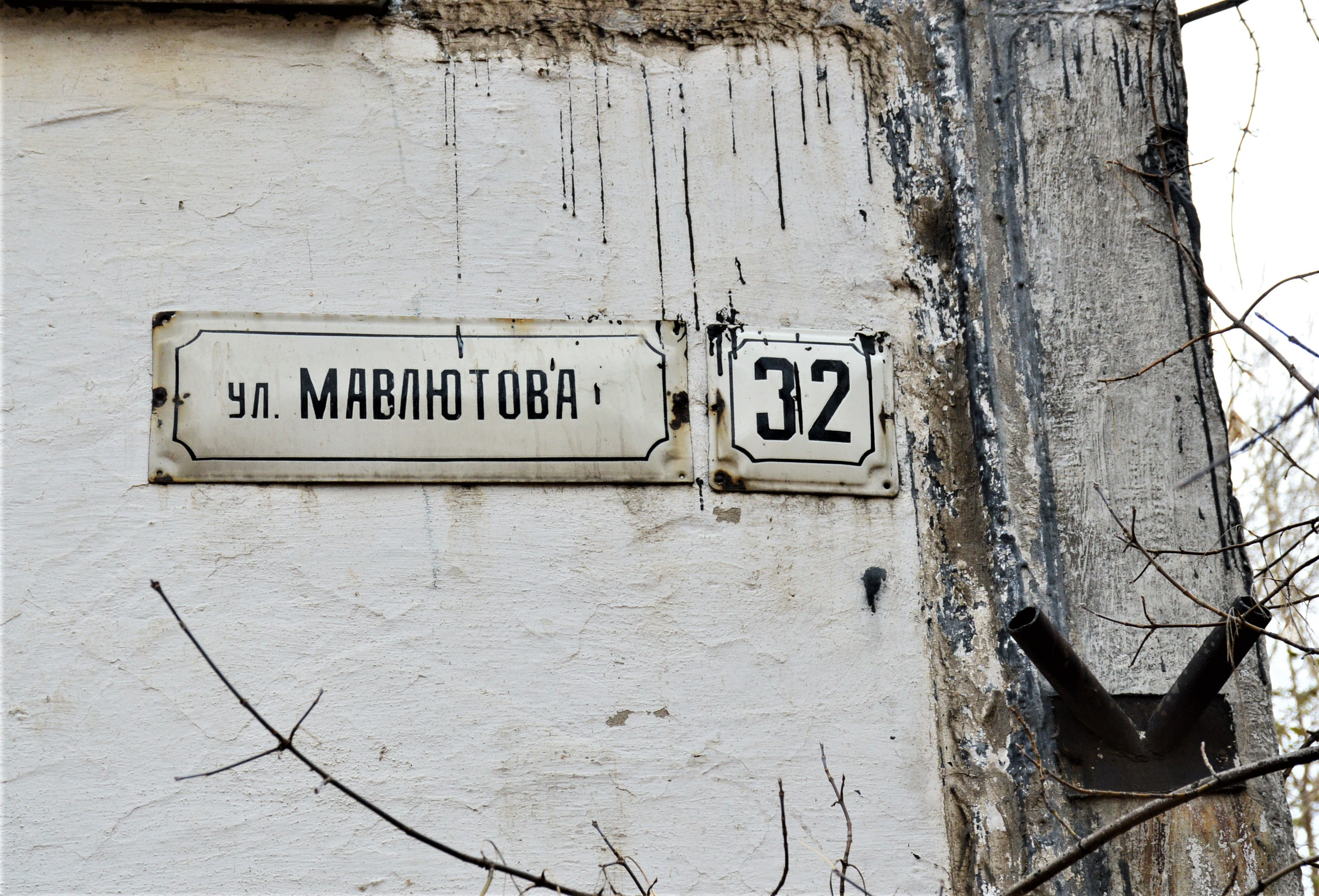
Сохранившаяся с советских времён адресная табличка: ул. Мавлютова, 32 – название улицы написано только на русском языке (ноябрь 2018)
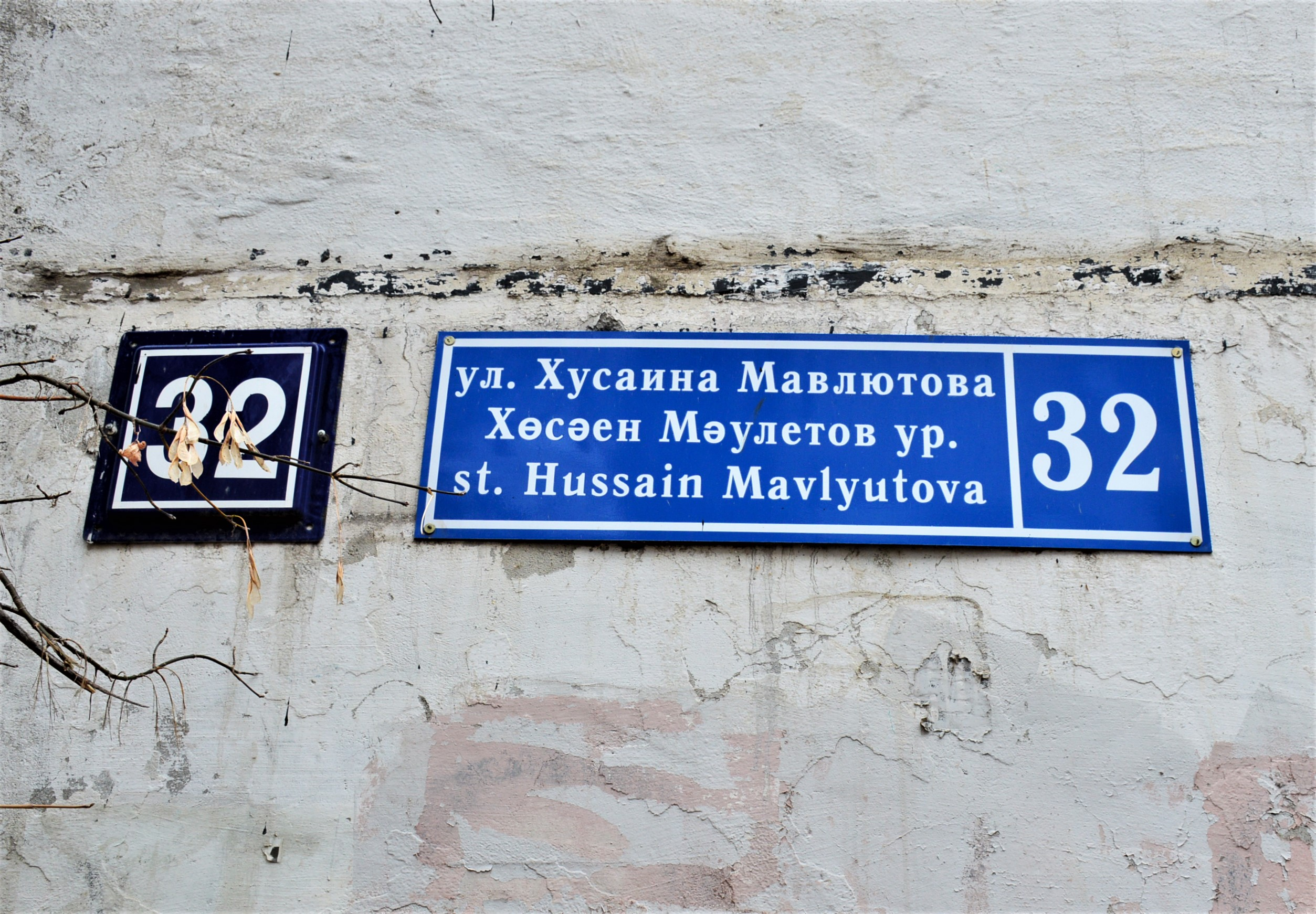
Современный трёхъязычный вариант адресной таблички: ул. Мавлютова, 32 – используется ненормативное написание фамилии на татарском языке, а также содержится ошибка в местоположении сокращённого слова St (ноябрь 2018)
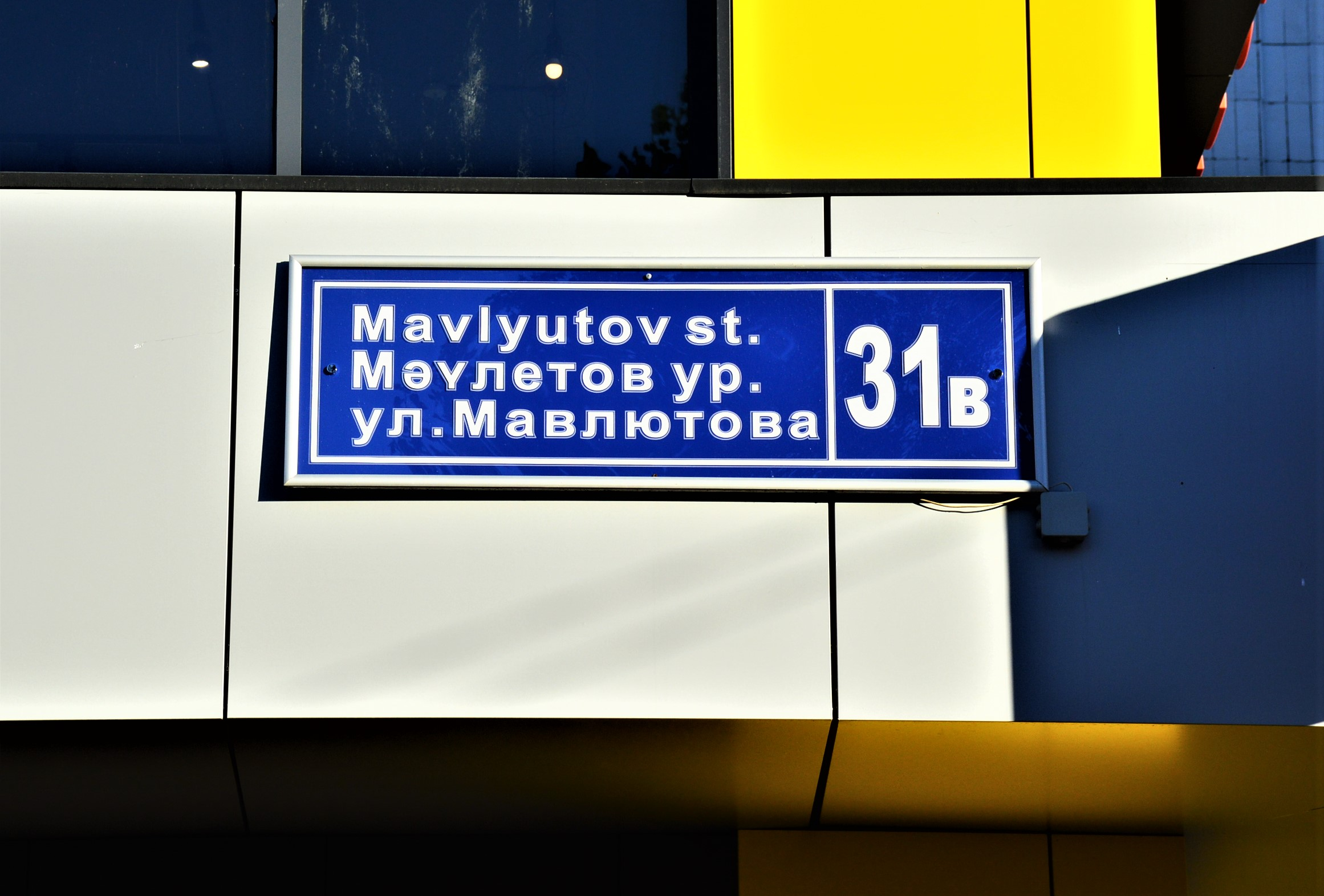
Современный трёхъязычный вариант адресной таблички: ул. Мавлютова, 31В – используется ненормативное написание фамилии на татарском языке (ноябрь 2018)
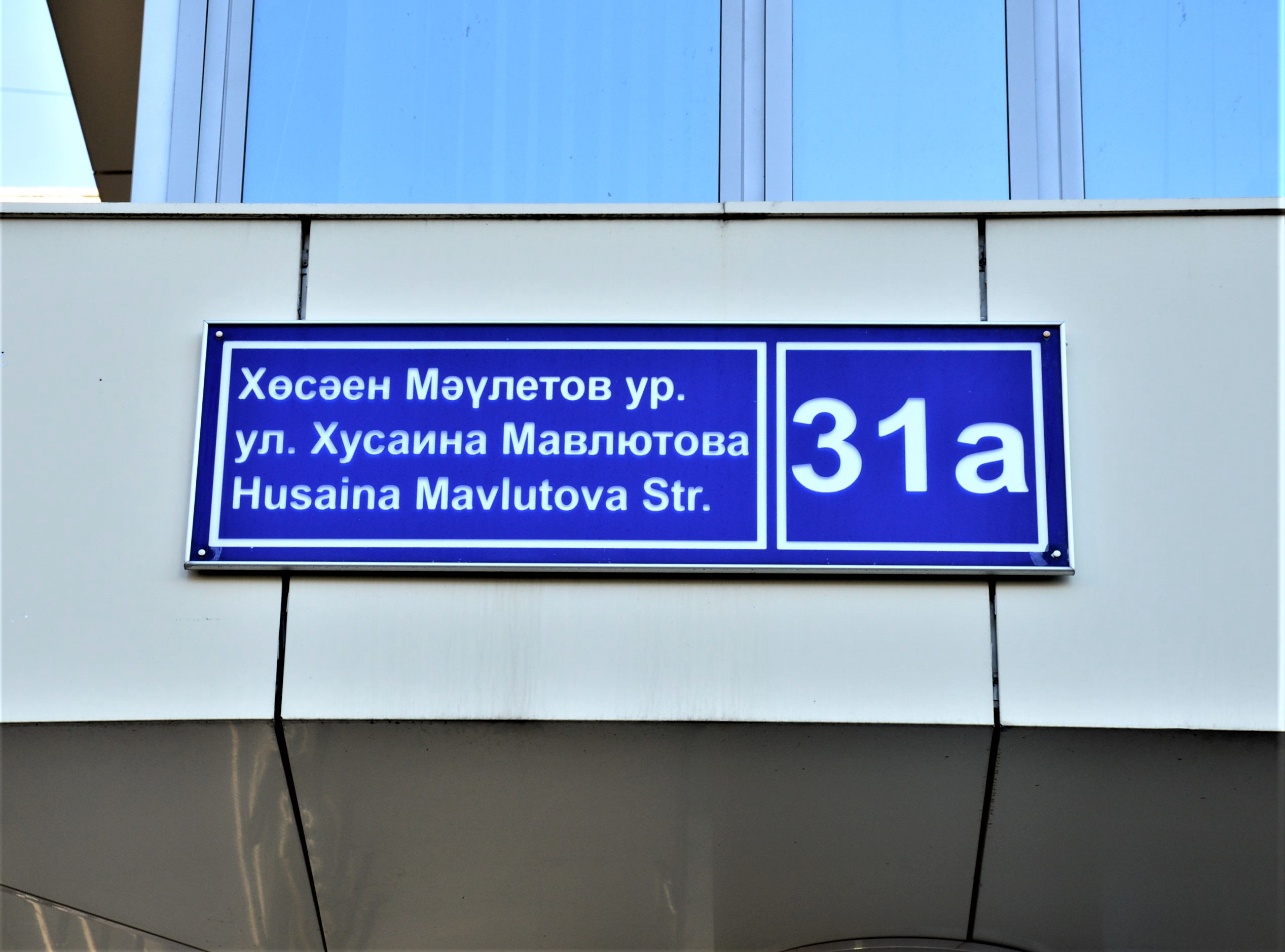
Современный трёхъязычный вариант адресной таблички: ул. Мавлютова, 31А – используется ненормативное написание фамилии на татарском языке, а также с ошибкой даётся англоязычная версия: имя и фамилия указаны в родительном падеже, как принято в русском языке (ноябрь 2018)
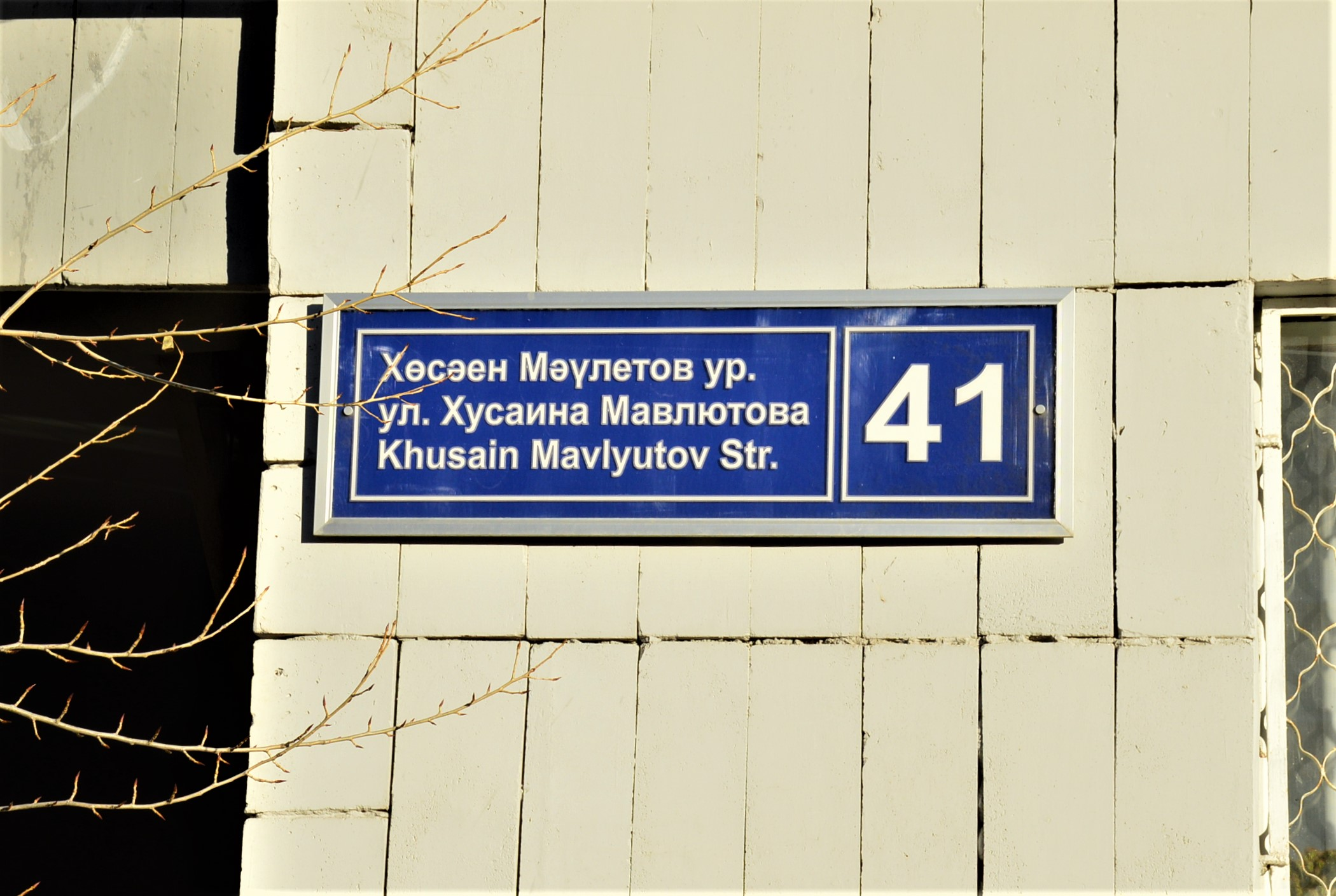
Современный трёхъязычный вариант адресной таблички: ул. Мавлютова, 41 – используется ненормативное написание фамилии на татарском языке (ноябрь 2018)

## История
Улица Хусаина Мавлютова стала формироваться в начале 1970-х годов в ходе первичного этапа застройки жилого района Горки. К осени 1977 года полноценно функционировала как транспортная артерия (была заасфальтирована) лишь её северная часть — от улицы Танковой до перекрёстка с улицами Профессора Камая и Гарифьянова. К началу 1990-х годов улицу Хусаина Мавлютова соединили с проспектом Победы.
Архитектурный облик улицы в основном формировался в 1970-х — 1990-х годах в рамках комплексной застройки типовыми девяти-, десяти- и четырнадцатиэтажными жилыми домами. Позже оставшиеся участки осваивались чаще всего методом точечной застройки домами в 16 и более этажей. И этот процесс продолжается до настоящего времени.
Южный участок улицы Хусаина Мавлютова (от улицы Академика Парина до проспекта Победы) застраивался в 2000-х годах, когда с восточной стороны был построен торговый центр «Сити Центр» (2003), а с западной — Деревня Универсиады (2009—2013).
У перекрёстка улиц Танковая и Хусаина Мавлютова, на территории, прилегающей к Городской клинической больнице № 18, в 1988 году был заложен Кедровый парк, посвящённый советским воинам, павшим в годы Великой Отечественной войны (1941—1945). Южнее этого парка и больницы, за поперечной улицей Братьев Касимовых, по чётной стороне улицы Хусаина Мавлютова пролегает старая защитная лесополоса, которая в процессе застройки 1-го микрорайона была превращена в подобие бульвара.
Примерно в конце 1970-х годов на углу улиц Хусаина Мавлютова и Сыртлановой, на территории детского парка был установлен списанный самолёт Ту-124. Его предполагалось использовать как детский кинотеатр, но позже убрали.
В 1991 году рядом с этим местом, непосредственно вдоль улицы Хусаина Мавлютова стали возводить крытую ледовую арену для казанского хоккейного клуба «Тан», спонсором которого был С. П. Шашурин. Но довести этот проект до конца так и не удалось. Долгие годы каркас недостроенной арены стоял без движения (каток использовался по назначению лишь в зимнее время), а в 2000-х годах его разобрали. В 2014 году на месте спортивного долгостроя стали возводить жилой комплекс «Три богатыря». Впрочем, крытая ледовая арена всё-таки появилась — это расположенный рядом с указанным жилым комплексом Универсальный спортивный комплекс «Зилант», открытый в 2009 году.
Строительство ещё одного спортивного объекта — Футбольного манежа — началось в 2020 году на пустыре между городской больницей № 18 и улицей Братьев Касимовых.

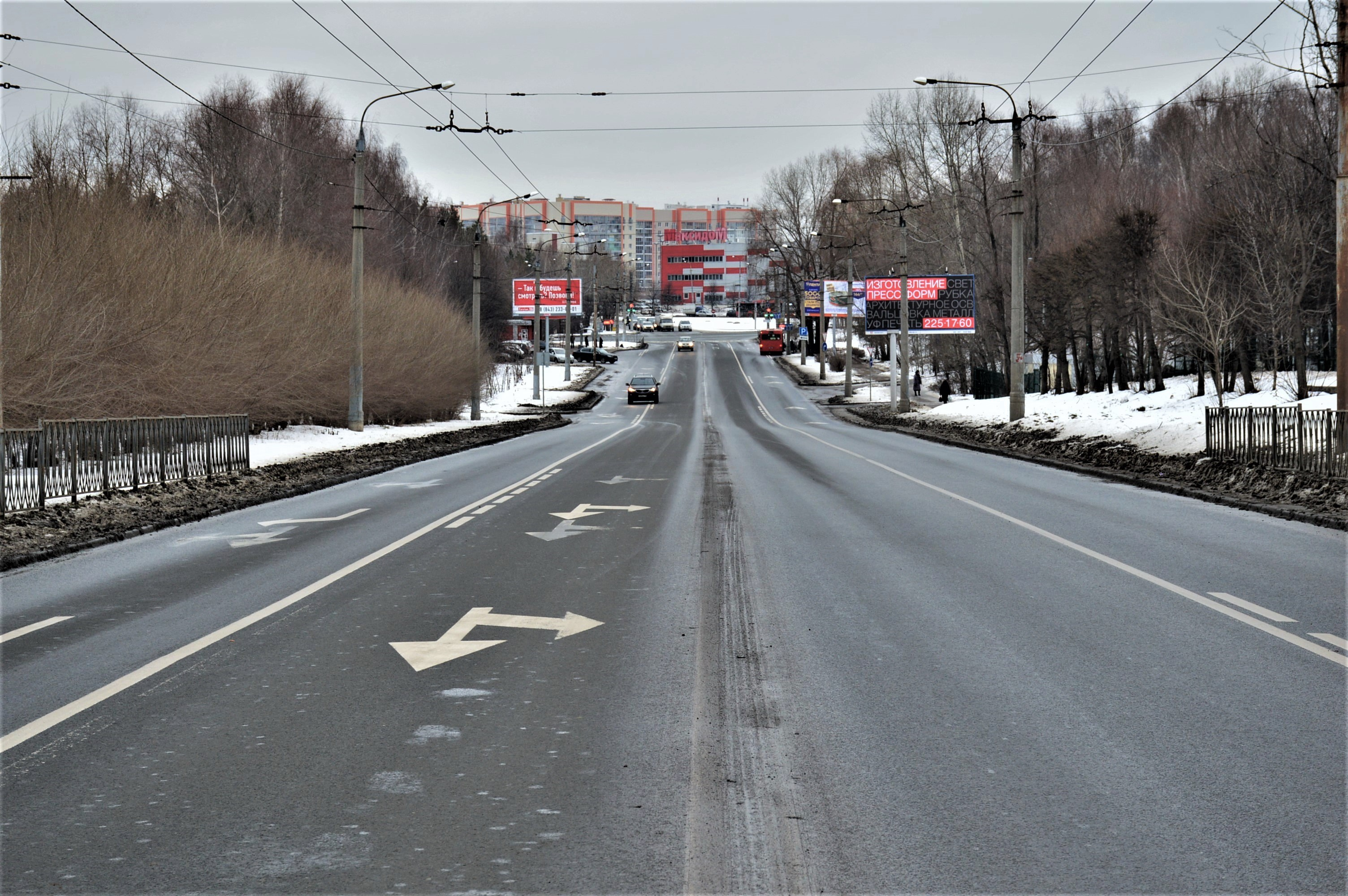
Вид улицы Хусаина Мавлютова в сторону перекрёстка с улицами Танковой и Рихарда Зорге (декабрь 2019)
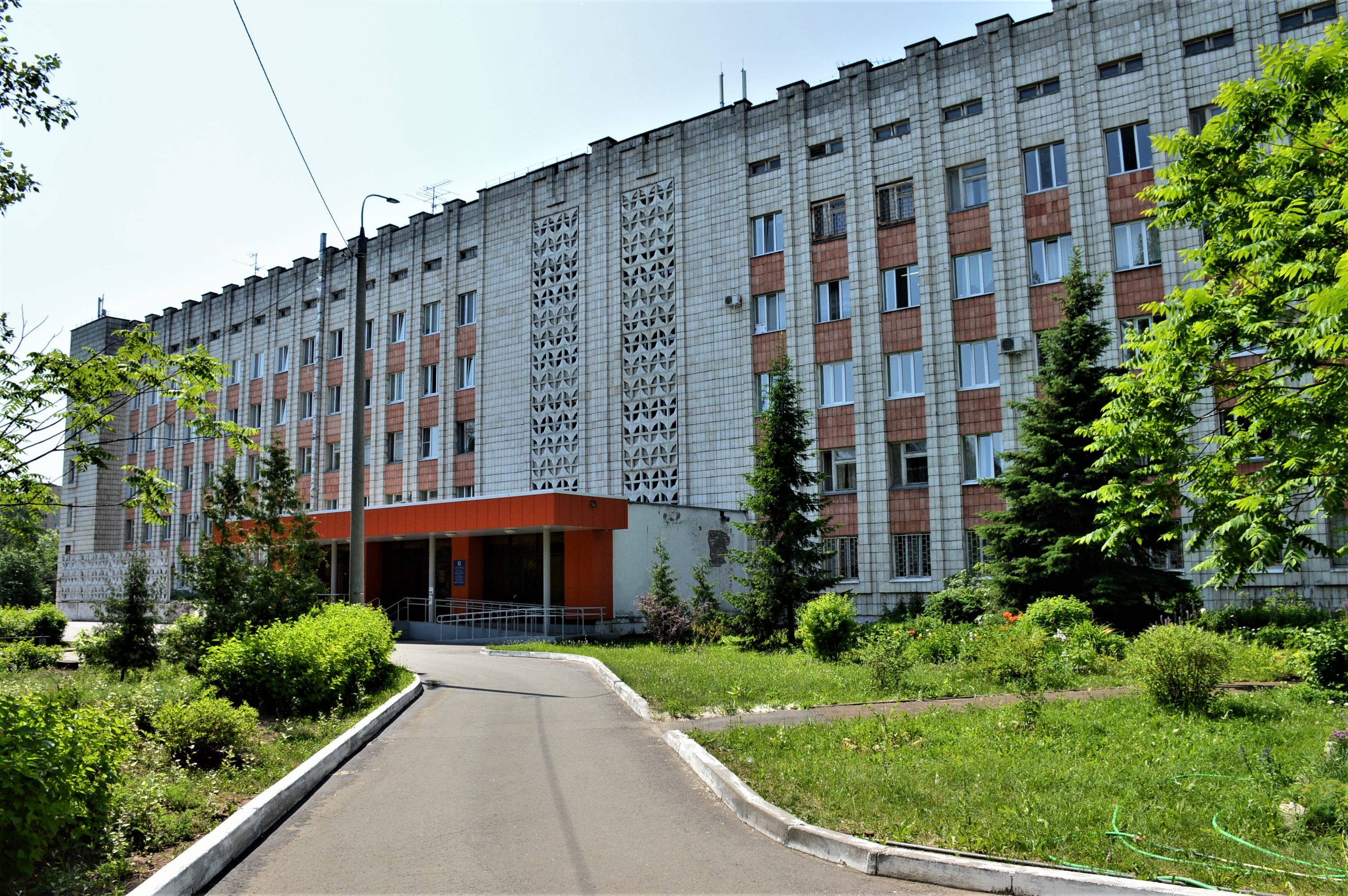
Городская клиническая больница №18: ул. Хусаина Мавлютова, 2 (июнь 2019)
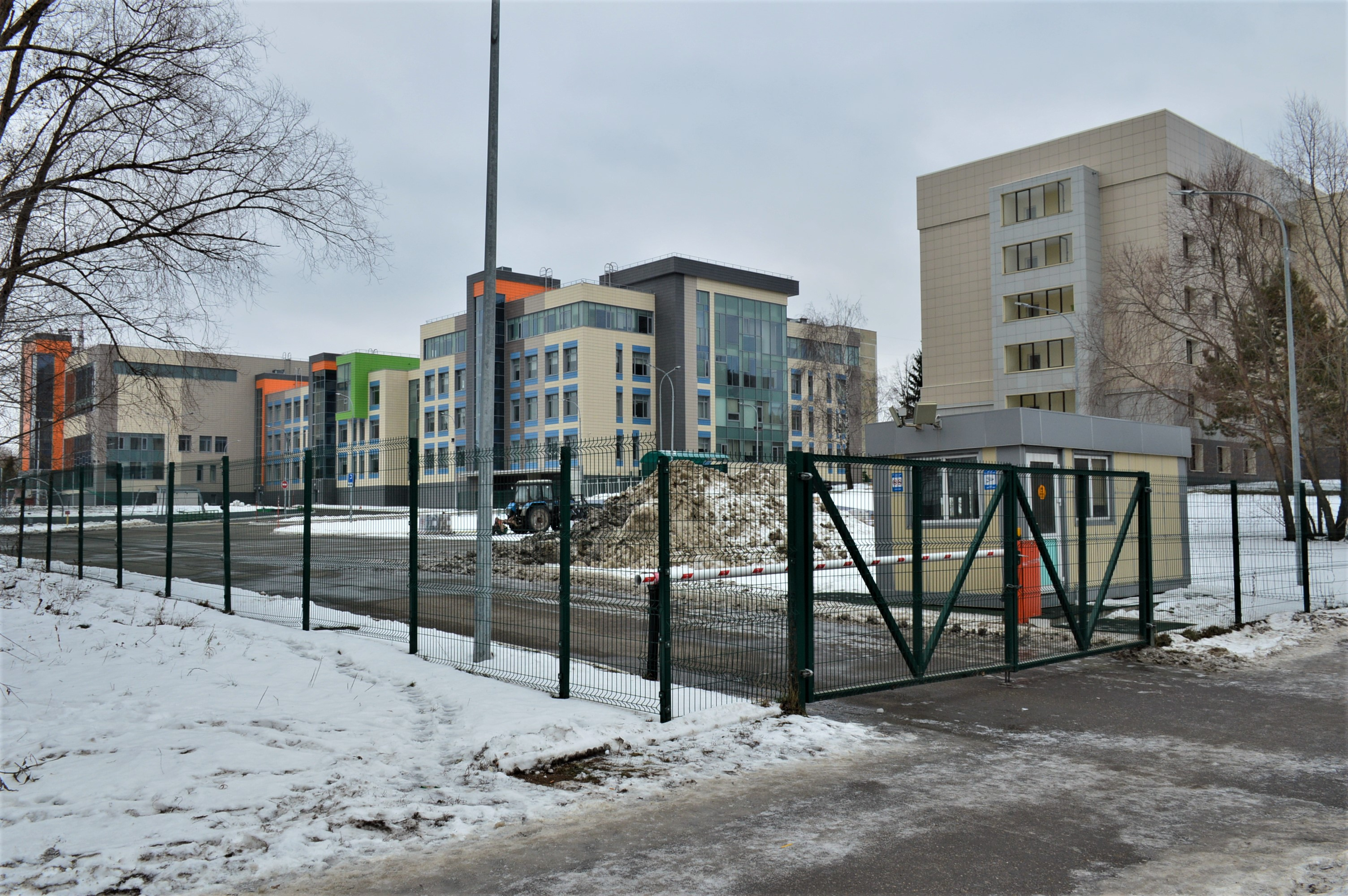
Международная школа Казани: ул. Хусаина Мавлютова, 5 (декабрь 2019)
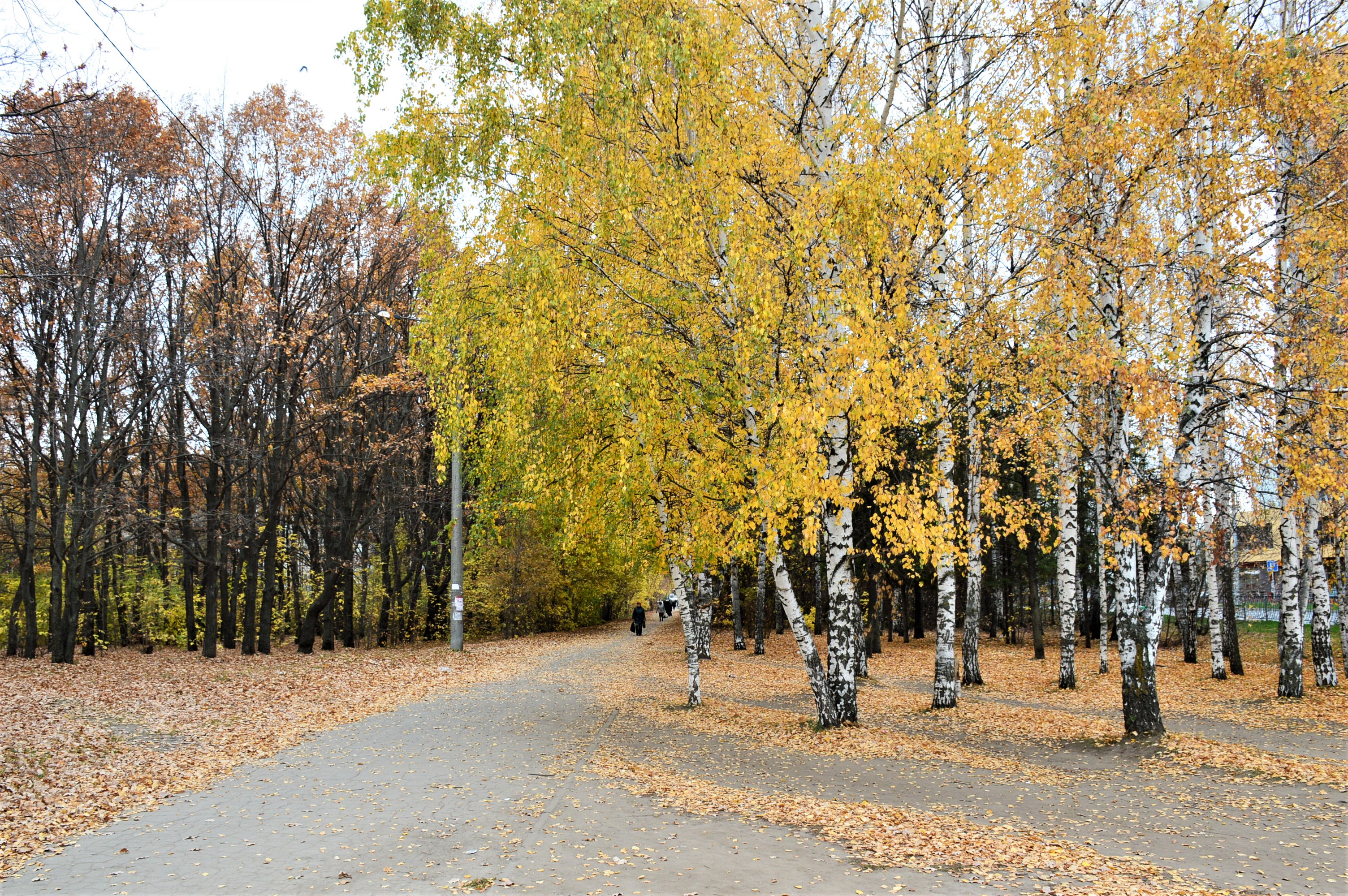
Бывшая защитная лесополоса на улице Хусаина Мавлютова, превращённая в бульвар (октябрь 2018)
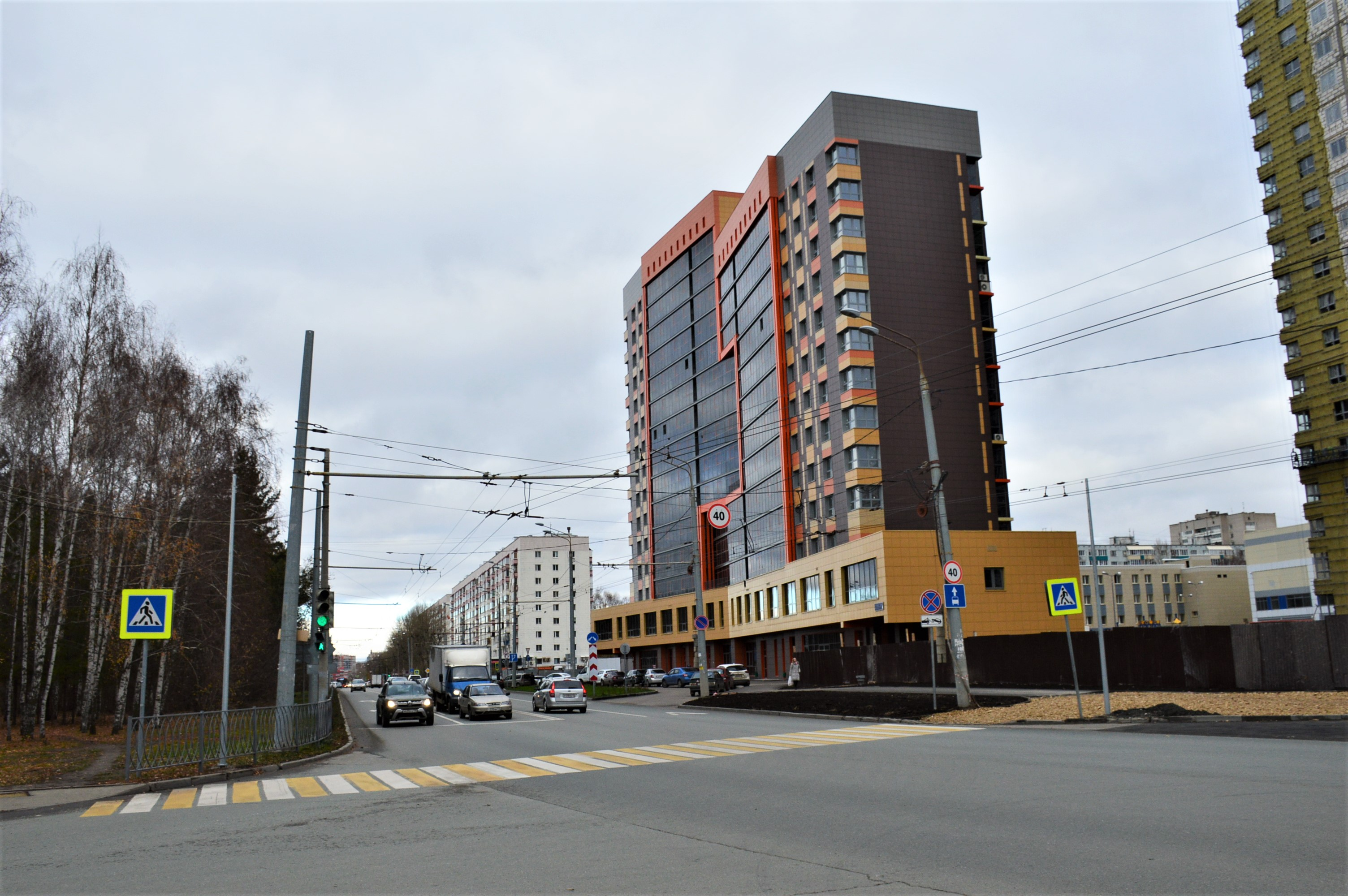
Один из корпусов строящегося жилого комплекса «Три богатыря» на улице Хусаина Мавлютова (ноябрь 2018)

## Городской общественный транспорт
По улице Хусаина Мавлютова проходят следующие маршруты городского общественного транспорта (по состоянию на ноябрь 2018 года):
- автобусные — № 4, 5, 19, 22, 47, 55, 68, 77;
- троллейбусный — № 8.

В непосредственной близости от перекрёстка улиц Хусаина Мавлютова и Танковой находится станция метро «Горки».

## Объекты, расположенные на улице
На улице Хусаина Мавлютова расположены следующие значимые объекты (перечислены в направлении с севера на юг):
- Кедровый парк;
- Городская клиническая больница № 18 (ул. Хусаина Мавлютова, 2);
- Футбольный манеж;
- Международная школа Казани (ул. Хусаина Мавлютова, 5);
- Детский сад № 369 (ул. Хусаина Мавлютова, 13);
- Средняя общеобразовательная школа № 127 (ул. Хусаина Мавлютова, 15);
- Жилой комплекс «Три богатыря» (ул. Хусаина Мавлютова, 17Е корп.1, 17Е корп.2, 17Е корп.3);
- Универсальный спортивный комплекс «Зилант» (ул. Хусаина Мавлютова, 17В);
- Филиал № 13 Централизованной библиотечной системы города Казани (ул. Хусаина Мавлютова, 17Б);
- Следственный отдел по Приволжскому району г. СКР по Республике Татарстан (ул. Хусаина Мавлютова, 19);
- Детский сад № 247 (ул. Хусаина Мавлютова, 27А);
- Казанский медицинский колледж (ул. Хусаина Мавлютова, 34);
- Прокуратура Приволжского района г. Казани (ул. Хусаина Мавлютова, 41);
- Мечеть «Ризван» (ул. Хусаина Мавлютова, 48А);
- Приволжский районный суд г. Казани (ул. Хусаина Мавлютова, 50);
- Торговый комплекс «Сити Центр»: 1-й корпус (ул. Хусаина Мавлютова, 45) и 2-й корпус (ул. Академика Парина, 3);
- Деревня Универсиады;
- IT-лицей КФУ.

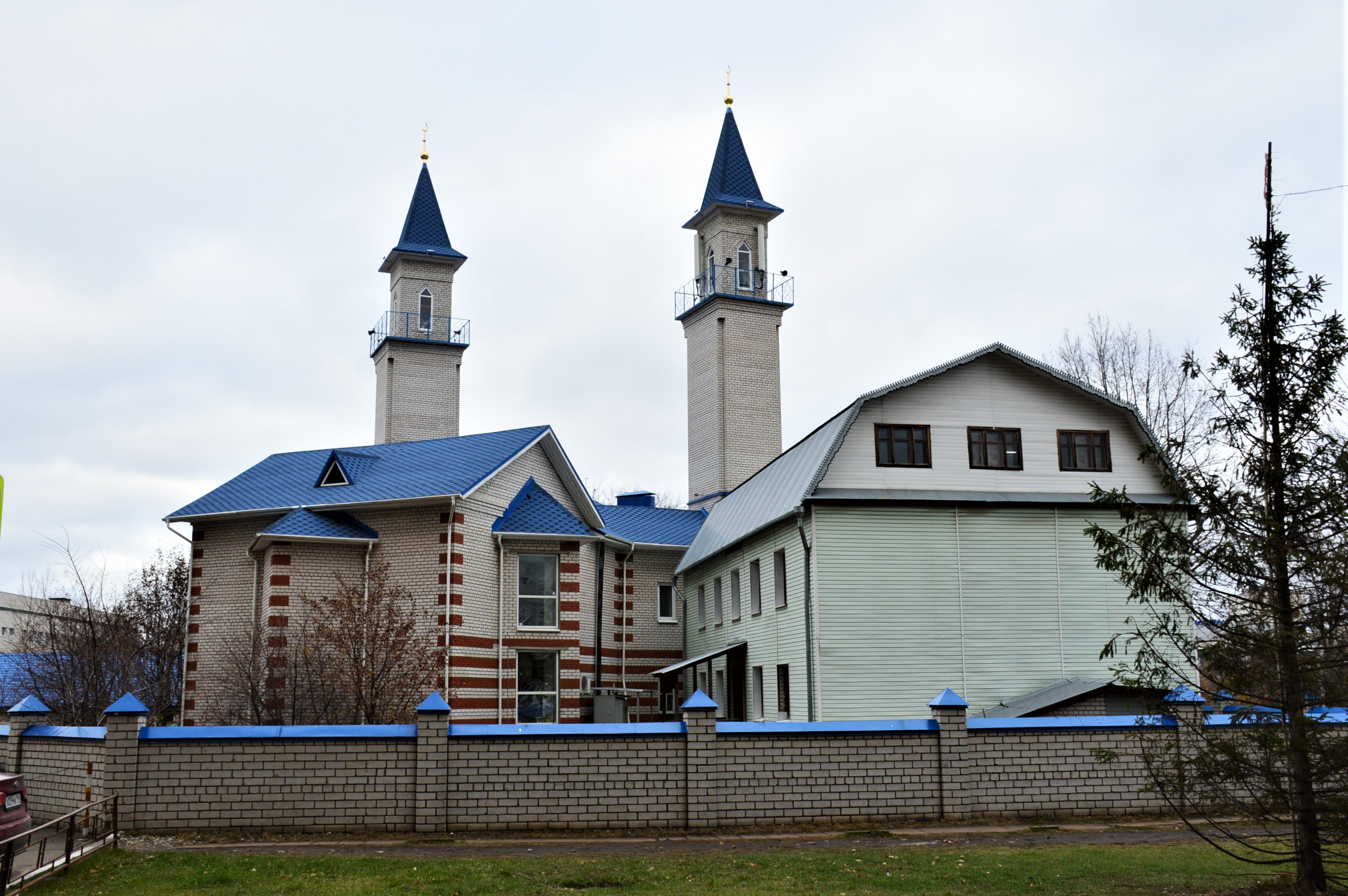
Мечеть «Ризван»: ул. Хусаина Мавлютова, 48А (ноябрь 2018)
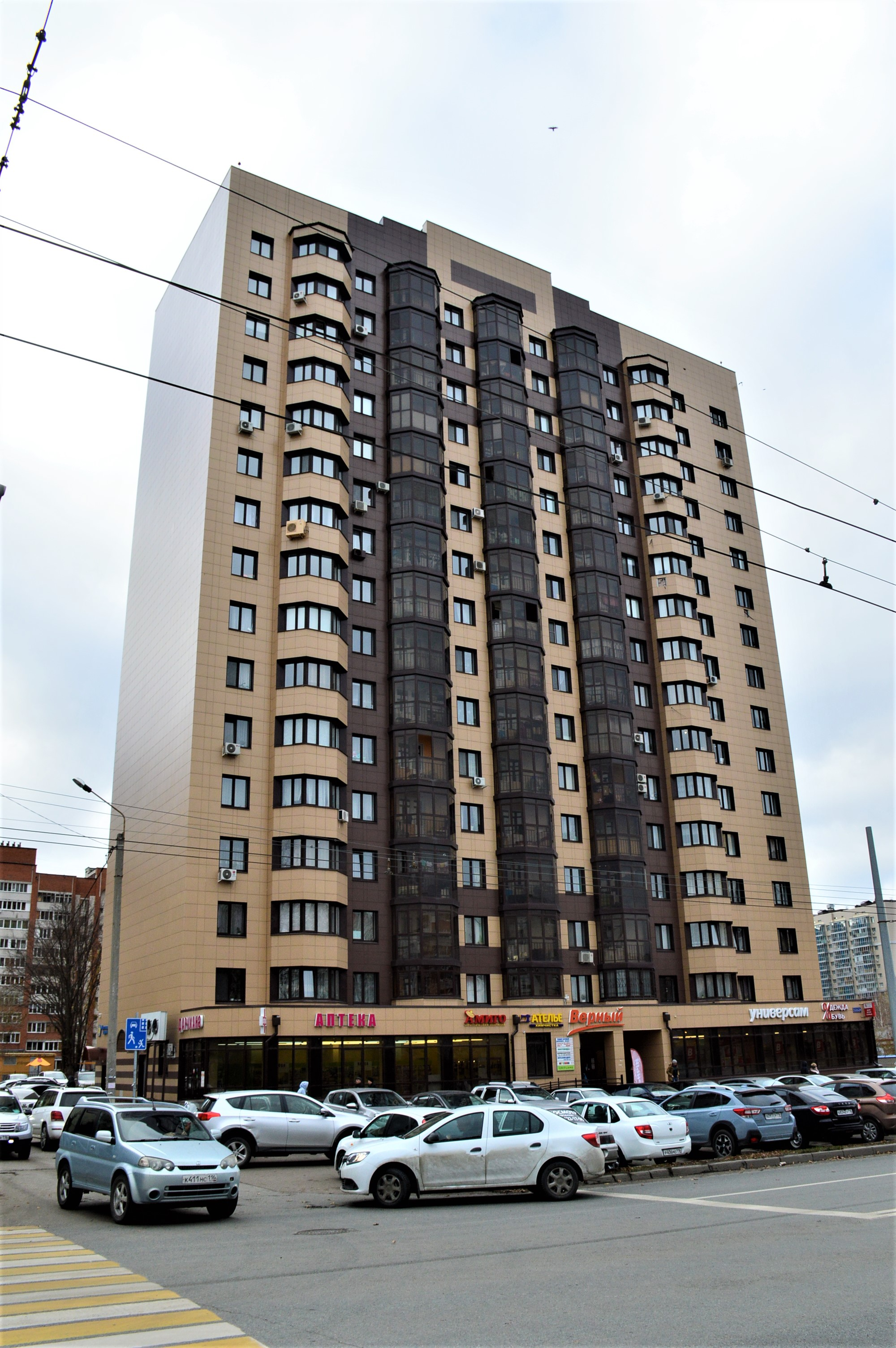
16-этажный жилой дом: ул. Хусаина Мавлютова, 42 (ноябрь 2018)
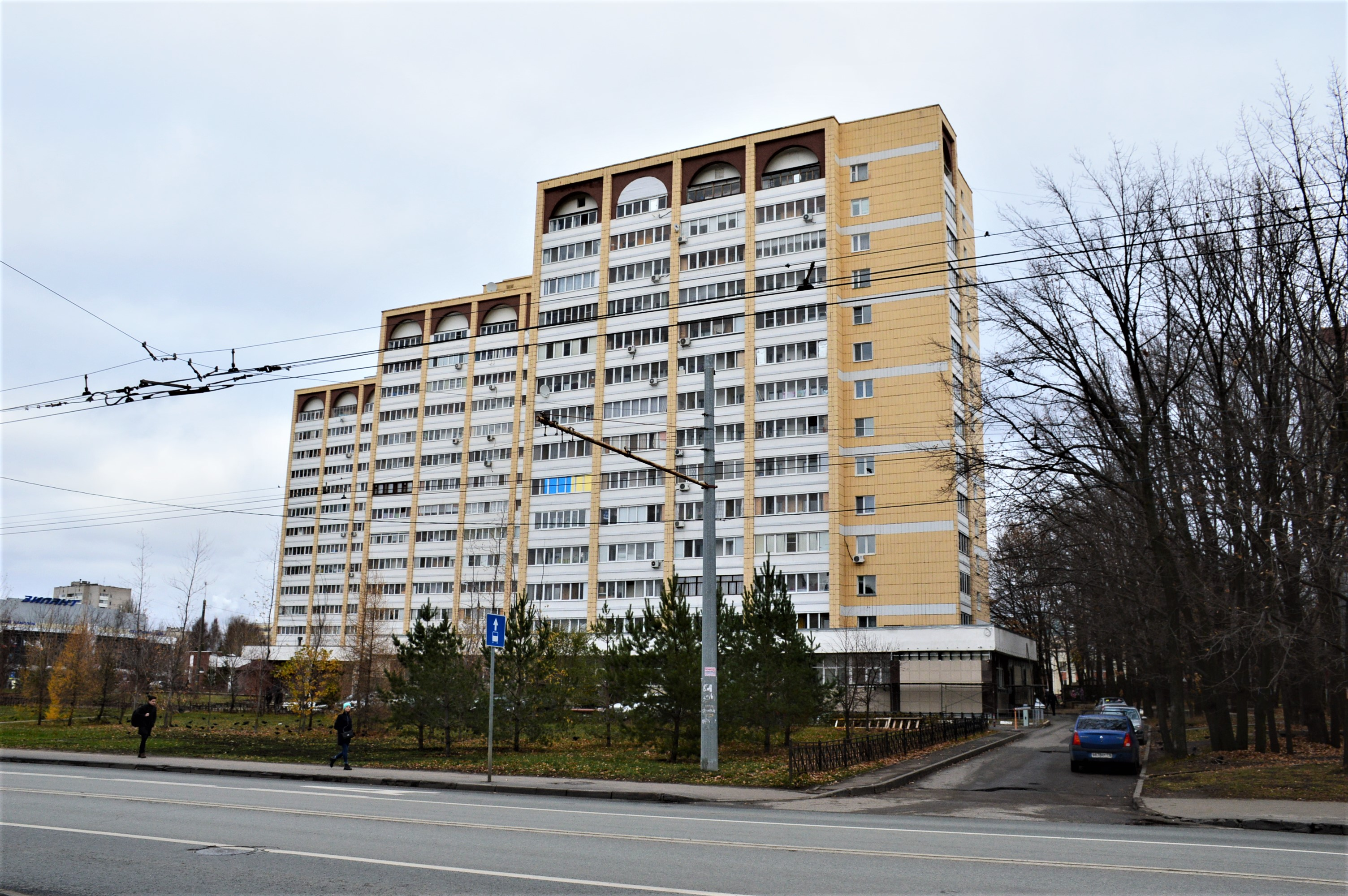
В среднем корпусе (ул. Хусаина Мавлютова, 17 Б) находится Филиал № 13 Централизованной библиотечной системы города Казани (ноябрь 2018)
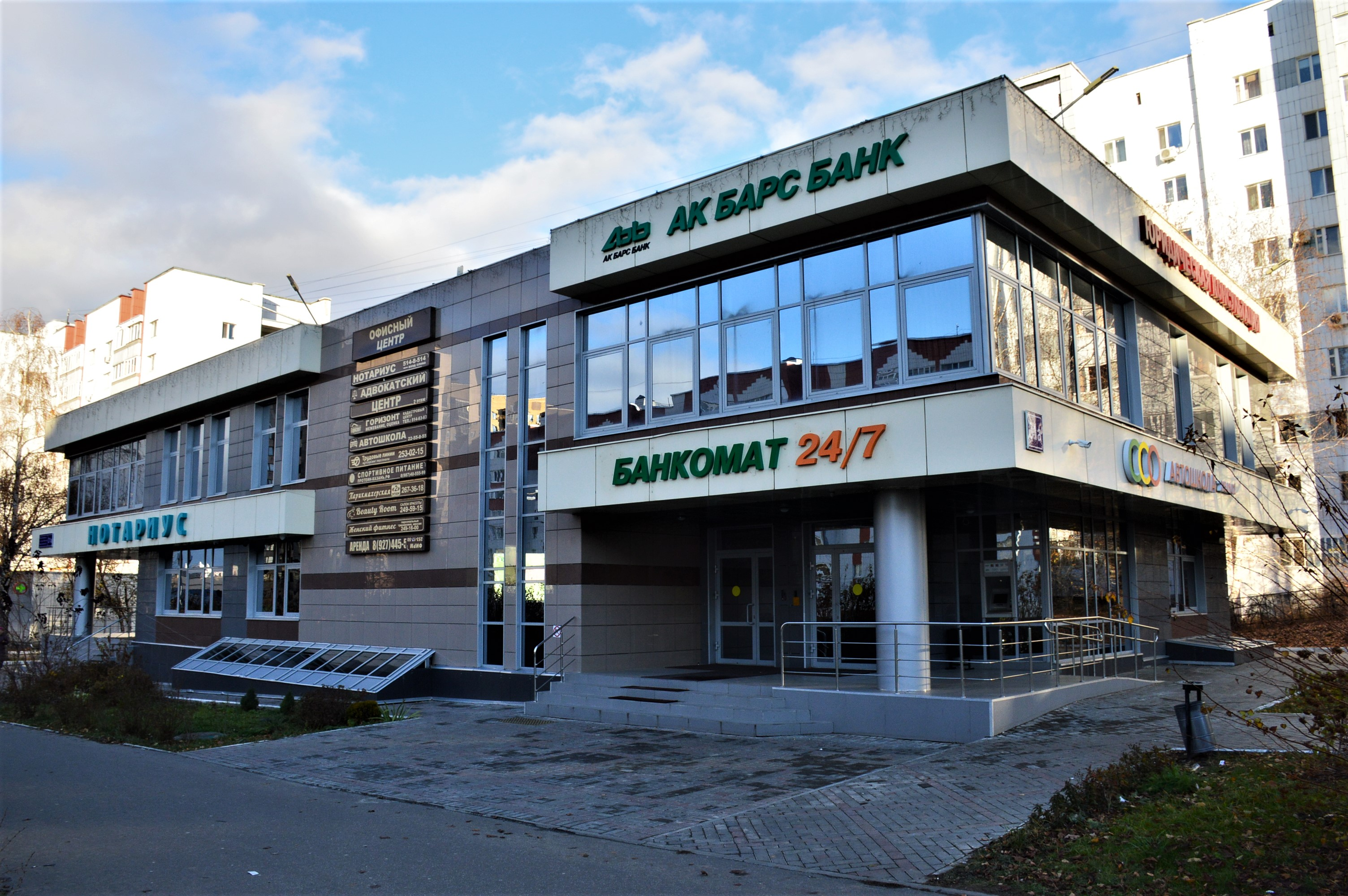
Офисный центр: ул. Хусаина Мавлютова, 31А (ноябрь 2018)
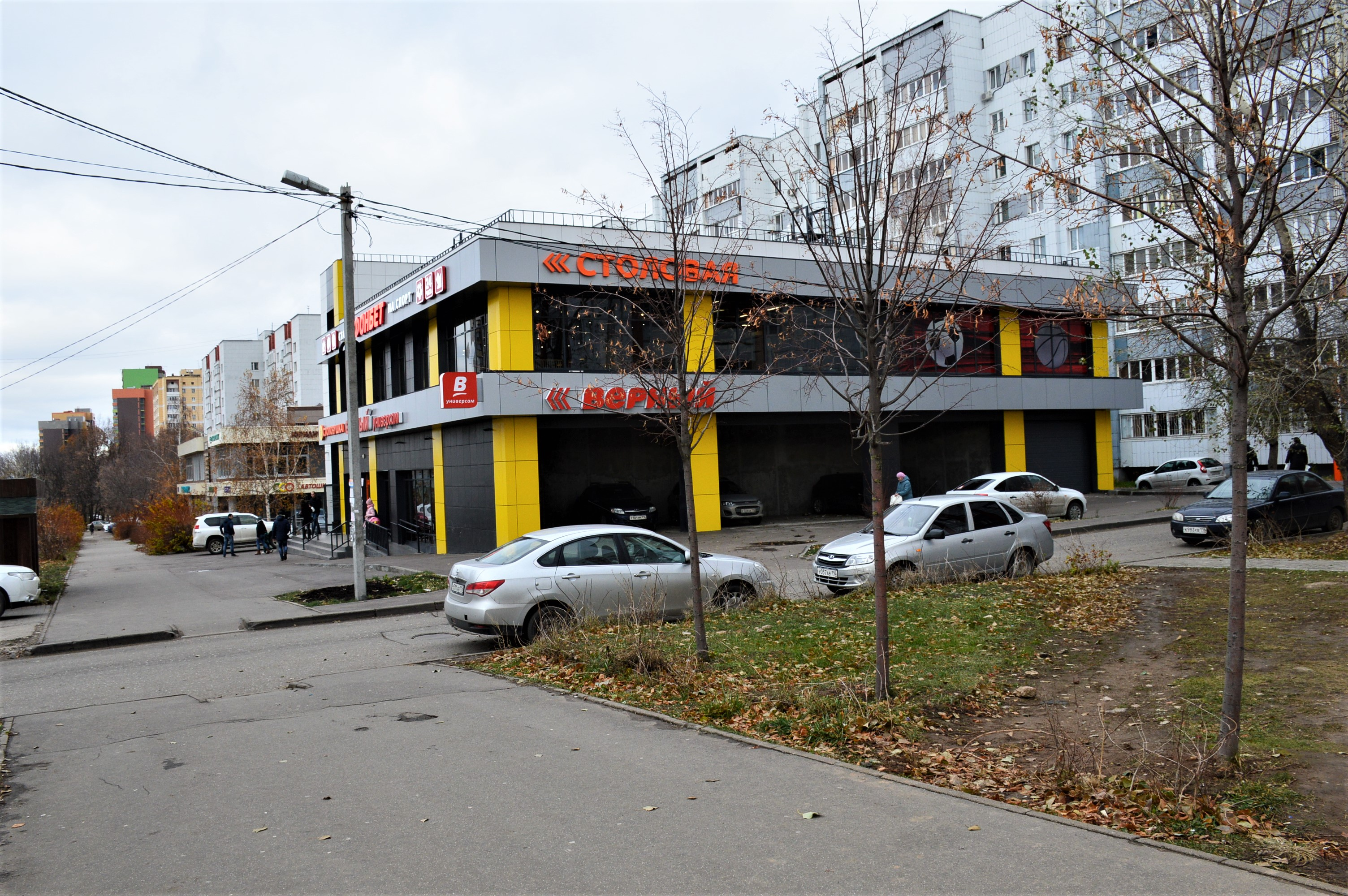
Пример точечной застройки на улице Хусаина Мавлютова (ноябрь 2018)